# Сундсвалль
Сундсвалль — місто в північній Швеції, в лені Вестерноррланд. Адміністративний центр комуни Сундсвалль. Розташоване в природній гавані на північному сході узбережжя Ботнічної затоки за 395 кілометрів від Стокгольму.

## Історія
Сундсвалль заснований в 1621 році.

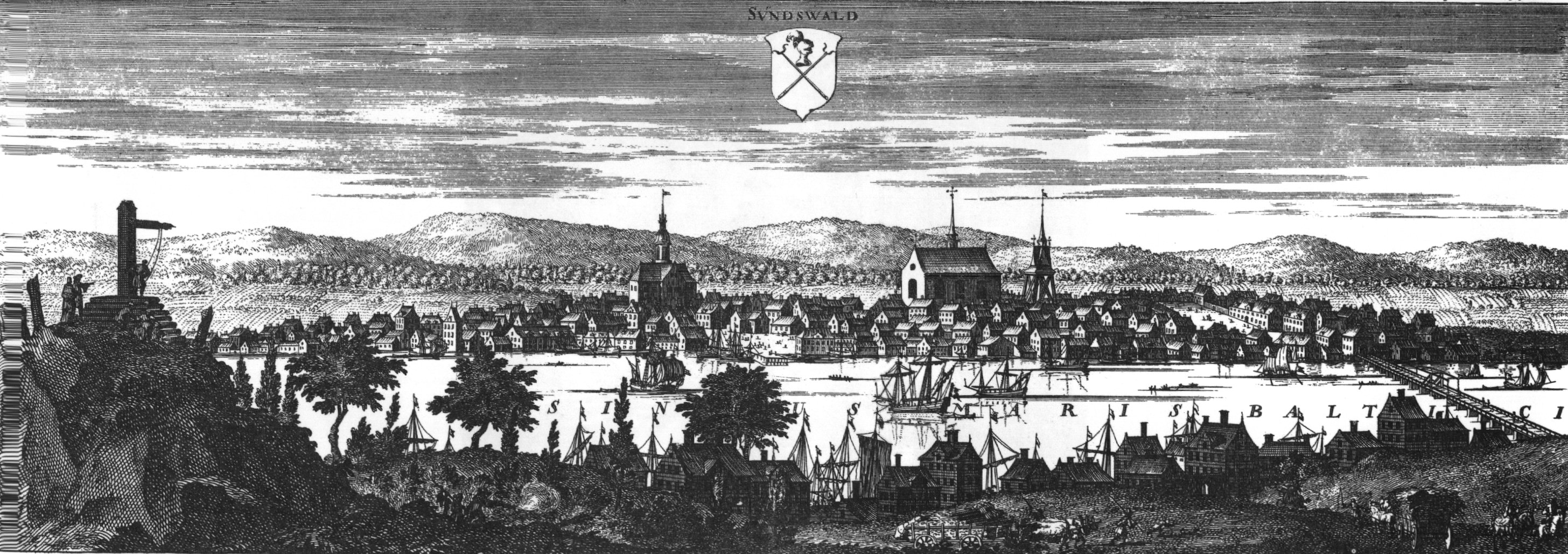
Вид міста з гравюи (біля 1700 р.)

Місто чотири разу згорало вщент, і чотири рази його відновлювали. Перший раз місто було підпалене російською армією під час Великої Північної війни в 1721. Остання пожежа (1888) була найбільшою в шведській історії. Причиною стала іскра від пароплаву. Після цієї пожежі центр був забудований кам'яними будівлями, звідси з'явилась назва міського центру — «Кам'яне місто» (швед. Stenstaden).
На початку XX століття в Сундсваллі стрімко розвивалась лісова промисловість. Тут відбувся перший великий страйк в Швеції (1879). Як наслідок тих часів мешканці Сундсвалля більше підтримують соціал-демократів і соціалістів, ніж інші шведи.
Сундсвалль — центр целюлозно-паперової промисловості і виробництва алюмінію. В місті розташоване головне університетське містечко Університету Середньої Швеції.
У 2003 році в місті пройшли Зимові Дефлімпійські ігри (серед інвалідів слуху).
З цього міста походить фольк-роковий гурт Garmarna.

## Галерея

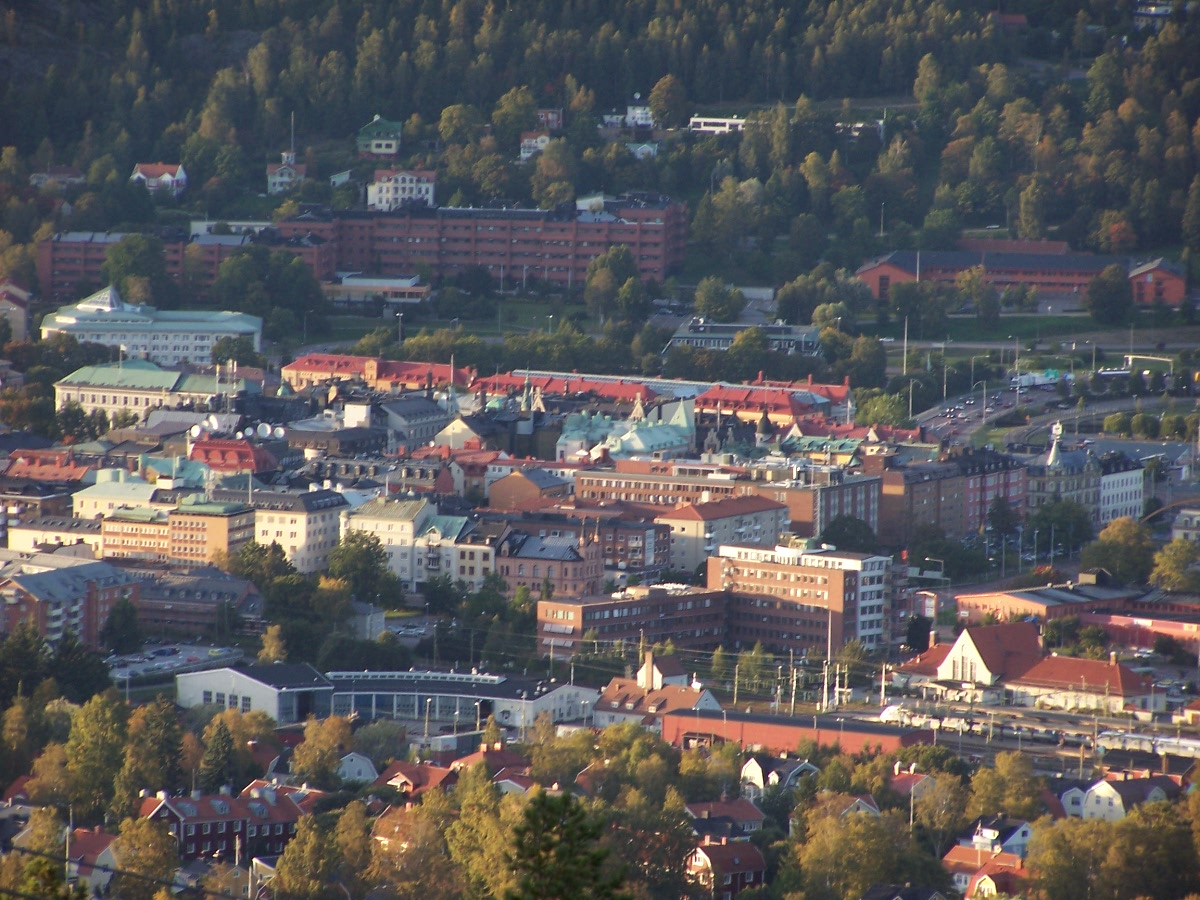
border
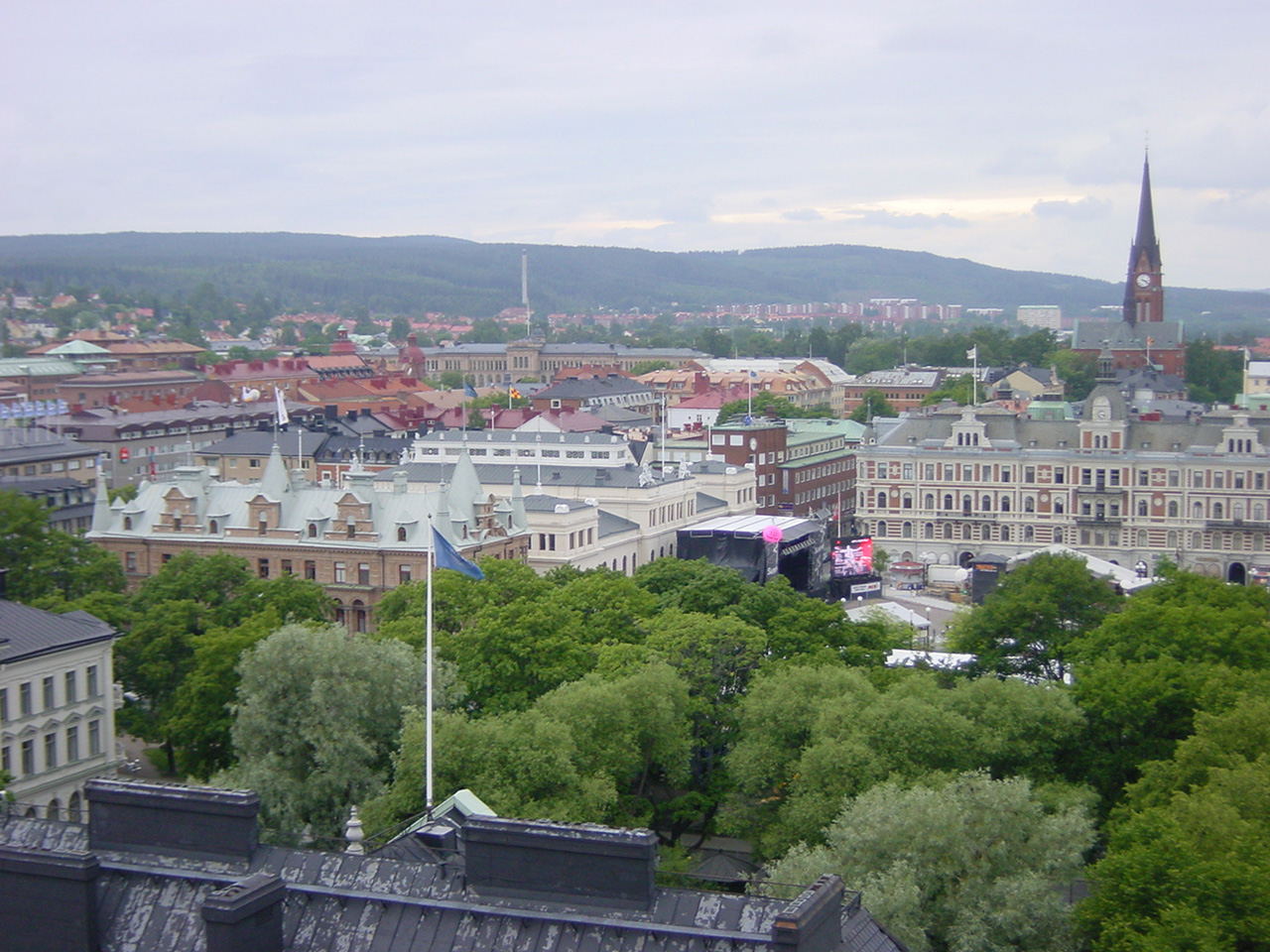
border
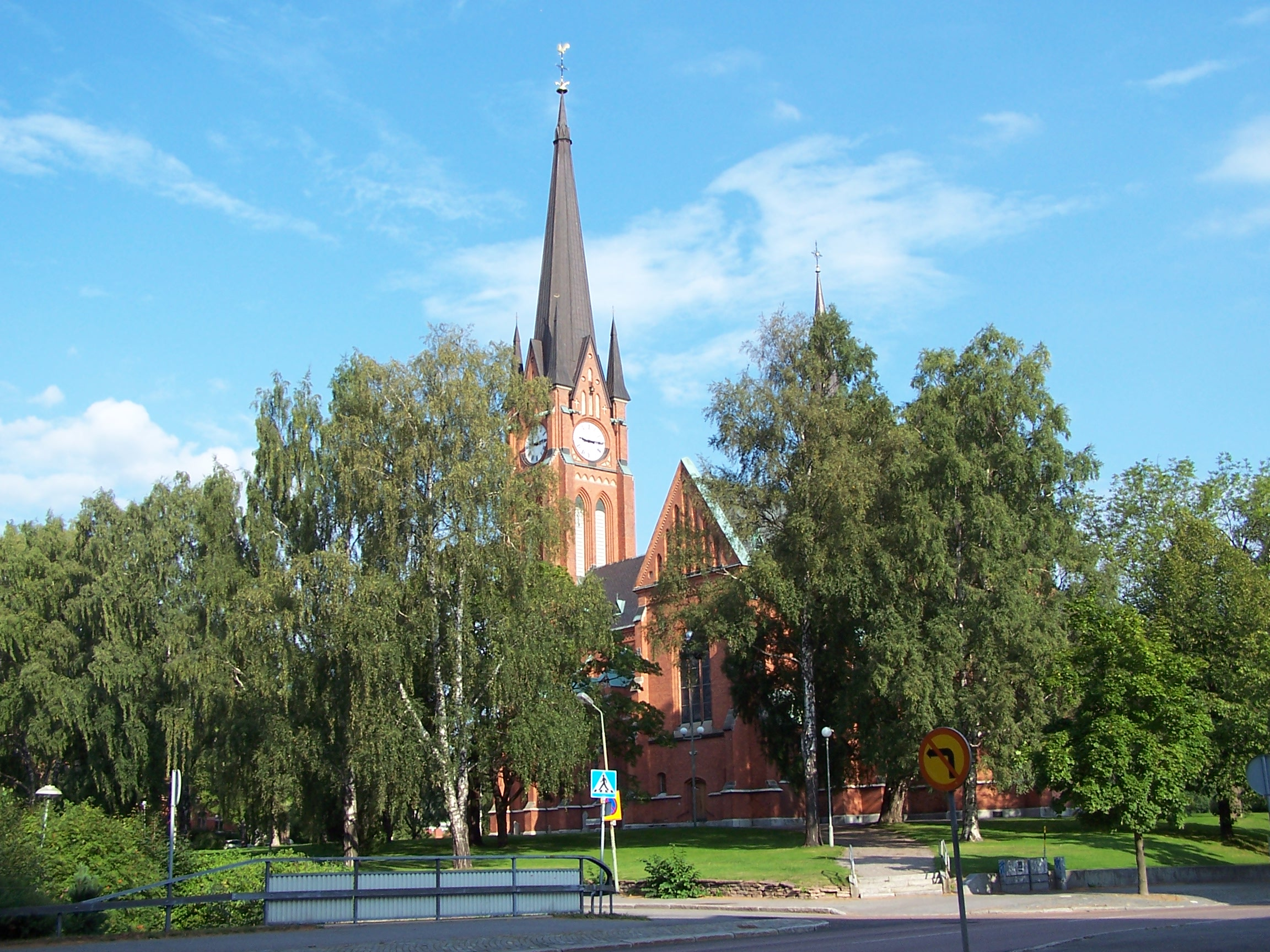
border

## Міста-побратими
- Порі, Фінляндія
- Порсгрунн, Норвегія
- Сьоннерборг , Данія
- Волхов, Росія
- Конін, Польща

## Відомі особистості
В поселенні народились:
- Брітта Бистрьом (*1977) — шведський композитор.
- Ларс Густав Селлстедт (1819—1911) — шведсько-американський художник.